# Pavilhão
Um pavilhão (do latim papiliōne ("borboleta"), pelo francês pavillon) tem dois significados principais. Pode se referir a uma estrutura situada a uma curta distância de uma residência principal, cuja arquitetura faz com que seja um lugar agradável. Grandes ou pequenas, geralmente têm uma conexão com o relaxamento e prazer em sua utilização. Um pavilhão pode ser construído para tirar proveito de um ponto de vista, como um coreto.
Em seu outro significado primário, é um intervalo simétrico de edifícios construídos nos estilos clássicos, onde há um bloco central principal que pode acabar em pavilhões enfatizados, de alguma forma, a fim de fornecer um ponto final à composição, como um ponto final no final de uma frase.

## Galeria

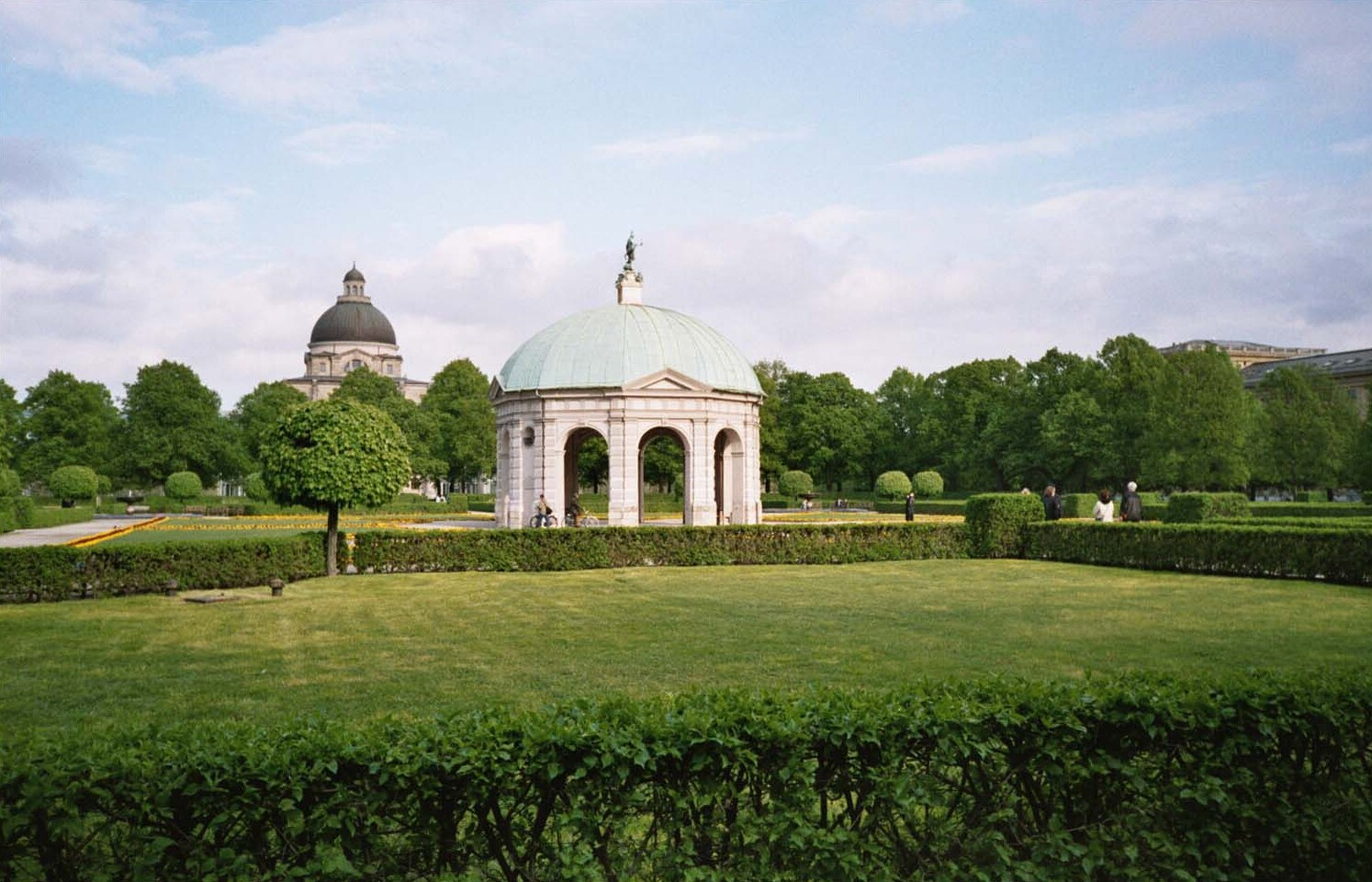
Um pavilhão de jardim em Munique.
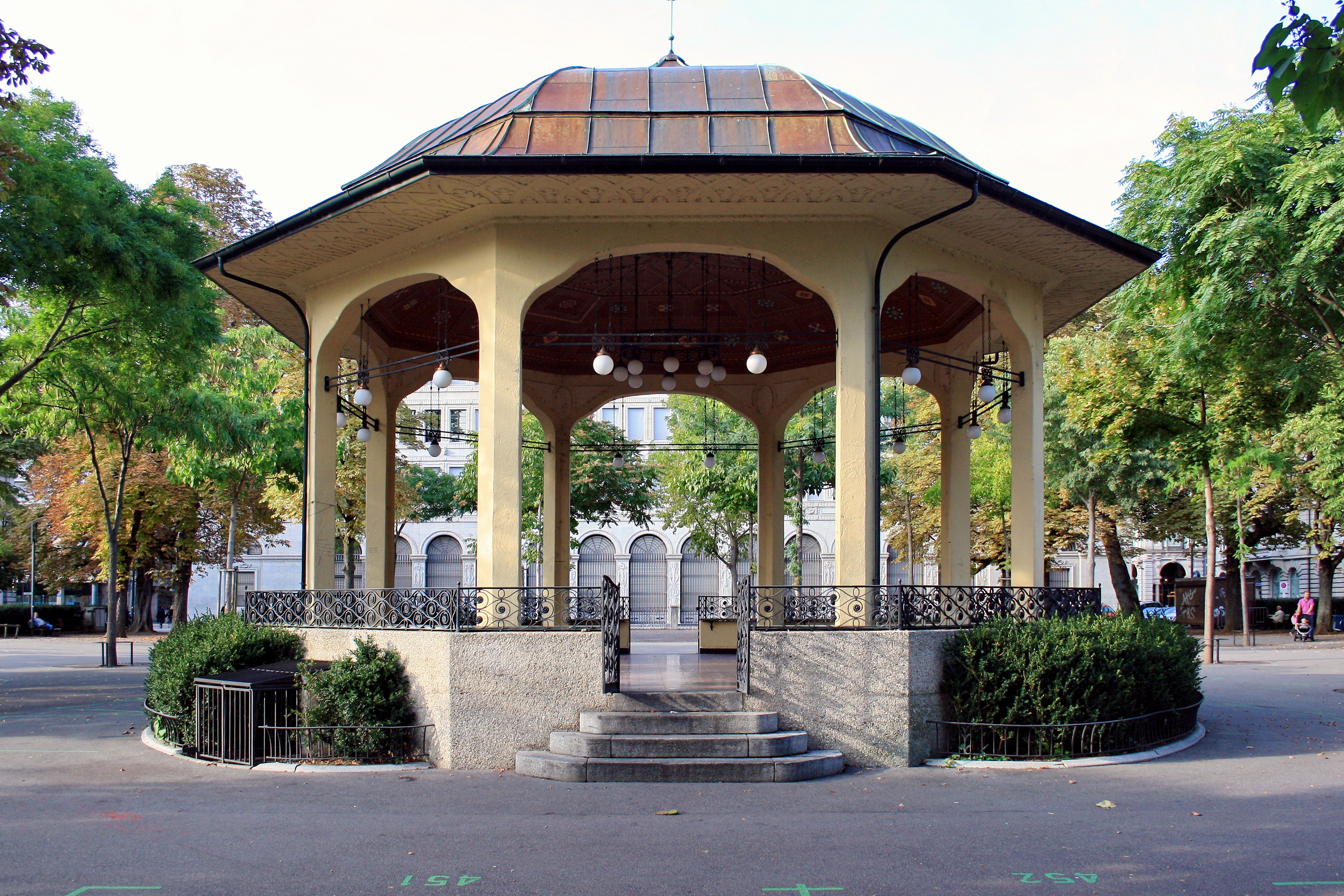
Bürkliplatz, em Zurique, na Suíça
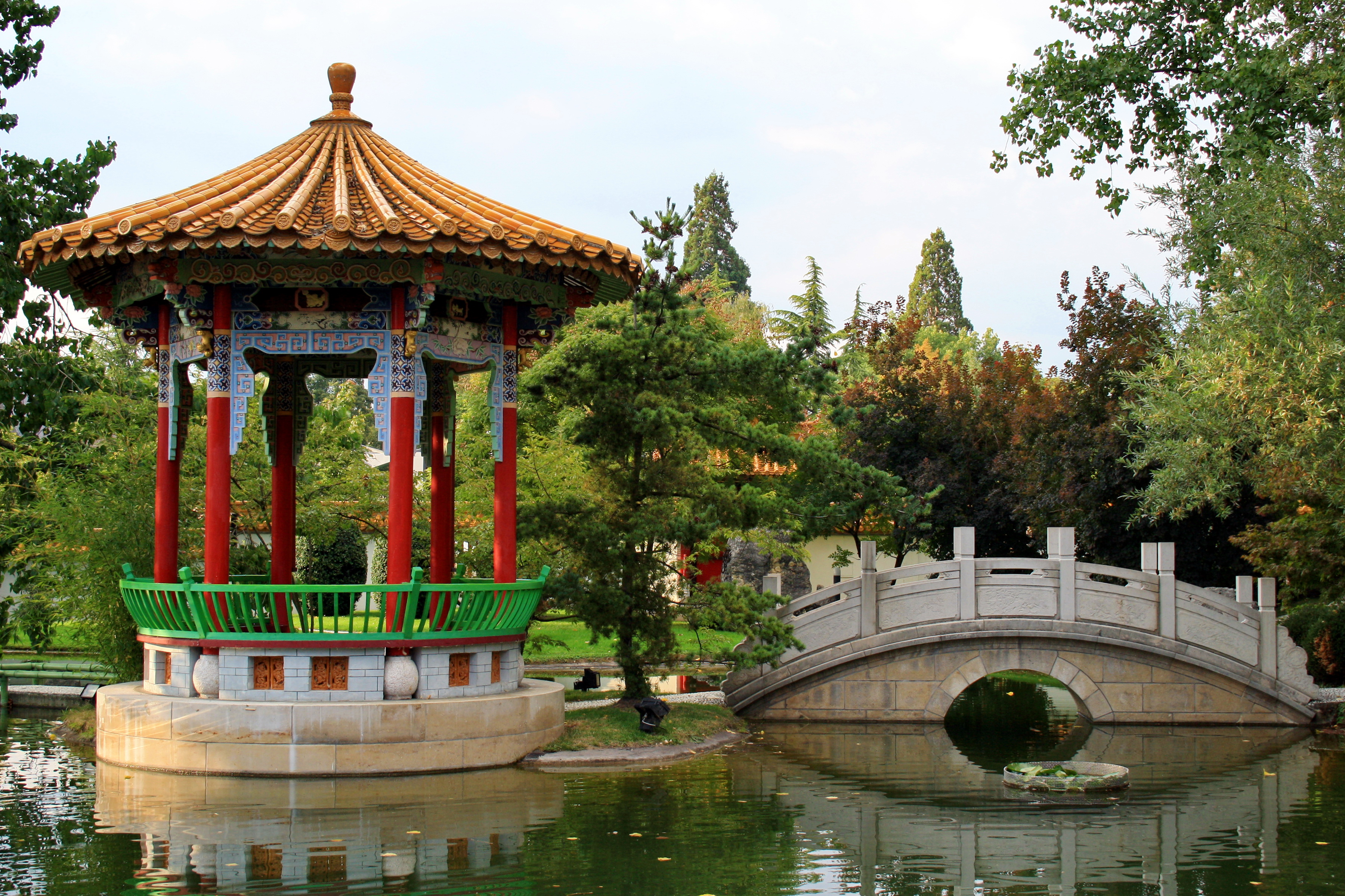
Pavilhão da Ilha, em Zurique
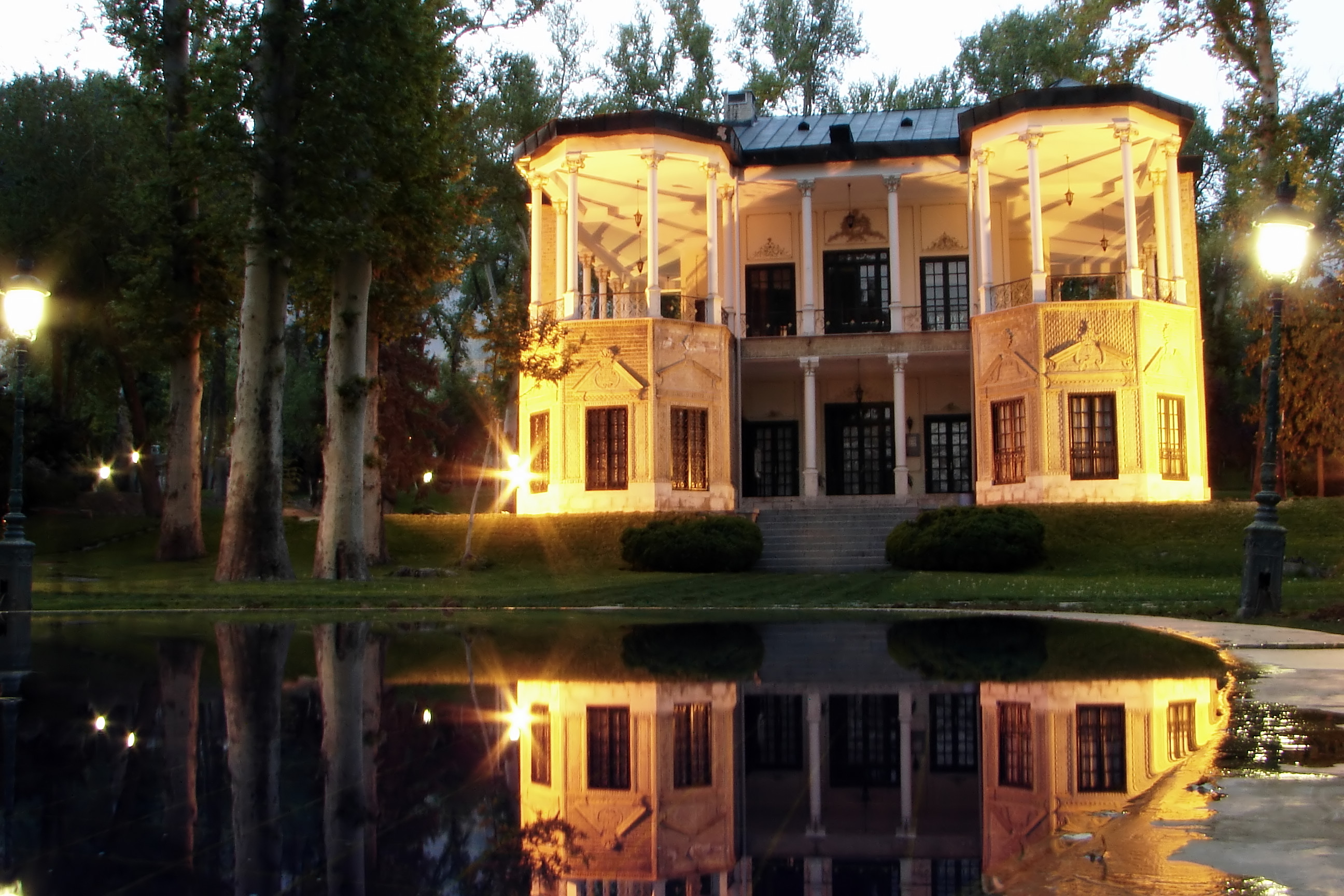
Pavilhão Ahmad-Shāhi, em Teerã
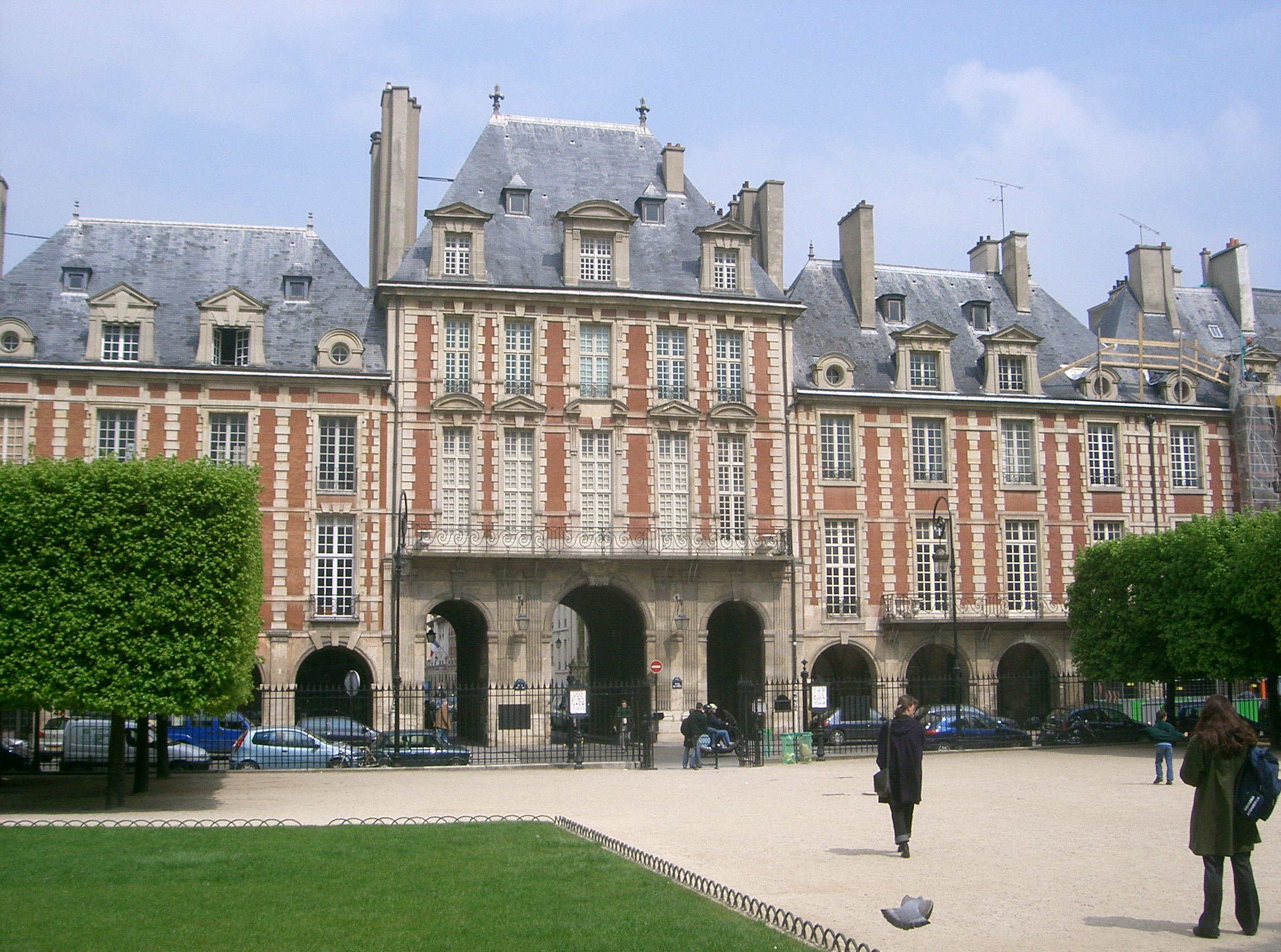
Um dos pavilhões da Praça de Vosges, em Paris